# Sphaerophoria scripta
Sphaerophoria scripta és un dípter paleàrtic pertanyent a la família dels sírfids autòcton de la Mediterrània.

## Etimologia
- Sphaerophoria: mot compost grec per sphaero (σφαῖρα, esfera) + phoria (φορία, sostenir). En al·lusió a la protuberància dels mascles.
- scripta: derivat del mot llatí scriptus (escrit, traçat, marcat).[3]

## Morfologia
El cos té una longitud entre 6 i 9 mil·límetres, i una amplària de 2 mil·límetres. La femella es pot diferenciar del mascle, a més de per tindre els ulls completament separats, per tindre l'extrem de l'abdomen en forma cònica, mentre que el mascle presenta una terminació bulbosa en forma de semiesfera. Presenten taques grogues sobre l'abdomen negre, que poden tindre dissenys variables, i que fan que es confonguen amb himenòpters que poden fer fiblades, com són les abelles i les vespes, i no siguen atacats per alguns possibles depredadors (mimetisme batesià). L'abdomen és sempre més llarg que les ales i les antenes són molt reduïdes.
Dipositen els ous, que són allargats, d'un mil·límetre, i color blanc, sobre les plantes en les proximitats de les colònies de pugons, dels quals s'alimenten les larves en exclusiva. Les larves, àpodes i d'aparença mucilaginosa, poden ser verdoses o translúcides, i en aquest últim cas adopten la coloració dels seus sucs interns. La pupació la realitzen a l'interior d'una càpsula. Completen el seu cicle en uns 16 dies, i poden arribar a tindre fins a nou generacions anuals.

## Hàbitat
Es poden observar entre primavera i estiu, o fins i tot en dies d'hivern si aquests són càlids. En general voletejant o posats sobre flors, de les quals s'alimenten, per la qual cosa és un insecte pol·linitzador. Es troben des de terrenys oberts fins a praderies, les de la zona de pastures alpines incloses, clarianes herboses a boscos secs, horts, garrigues i jardins, marjals, predominen en el litoral de la part nord en aquest aplec d'habitats, mentre que al sud d'aquest, marcadament antropòfil, com són els conreus, els marges dels llindars i les vores de camins. Senten predilecció per les asteràcies grogues i les apiàcies blanques.

## Biologia
S'han trobat larves de S. scripta alimentant-se de més de 30 gèneres d'àfids, de psíl·lids i de les larves de blanca de la col (Pieris brassicae). S'alimenten dels pugons de plantes herbàcies, incloses diverses plantes de cultiu com Avena, Brassica, Cichorium, Lactuca, Triticum, Vicia, etc. Les flors silvestres estudiades més visitades pels adults són les brassicàcies blanques, Achillea, Campanula rapunculoides, Cirsium arvense, Crataegus, Erigeron, Eschscholzia californica, Euphorbia, Leontodon, Origanum vulgare, Prunus spinosa, Ranunculus, Tripleurospermum inodoratum i Tussilago.

## Control de plagues
Per tal de realitzar un correcte control biològic de plagues de conservació cal implementar estructures ecològiques (marges florals, bardisses, cobertes vegetals, etc.) amb les espècies citades adés garantint així que disposen d'una bona i quantiosa quantitat d'aliment per als adults. D'aquesta manera, les femelles pondran els ous en les colònies de pugó dels cultius i exercint un control poblacional per a que no assolisquen el nivell de plaga.

## Galeria

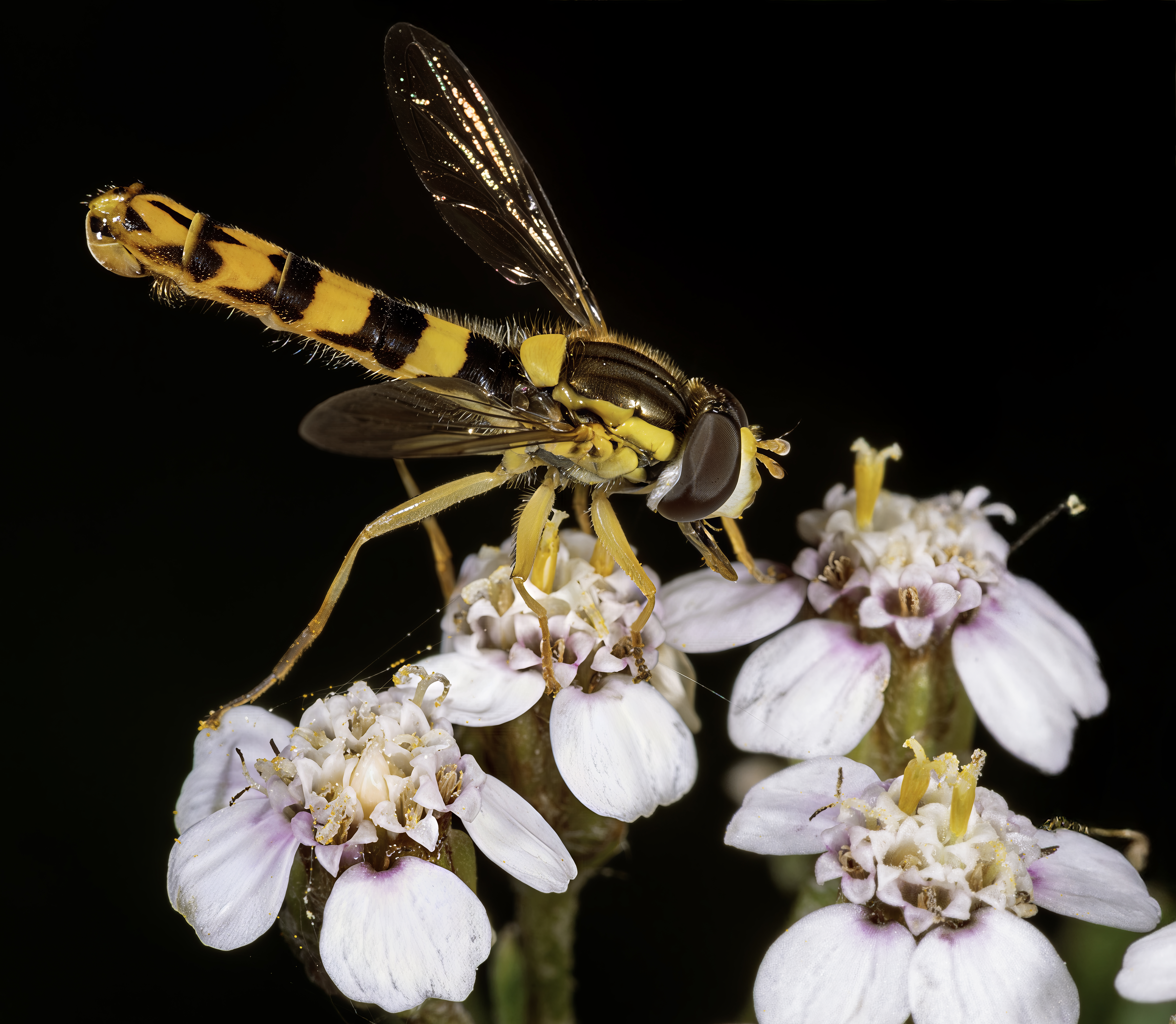
Mascle
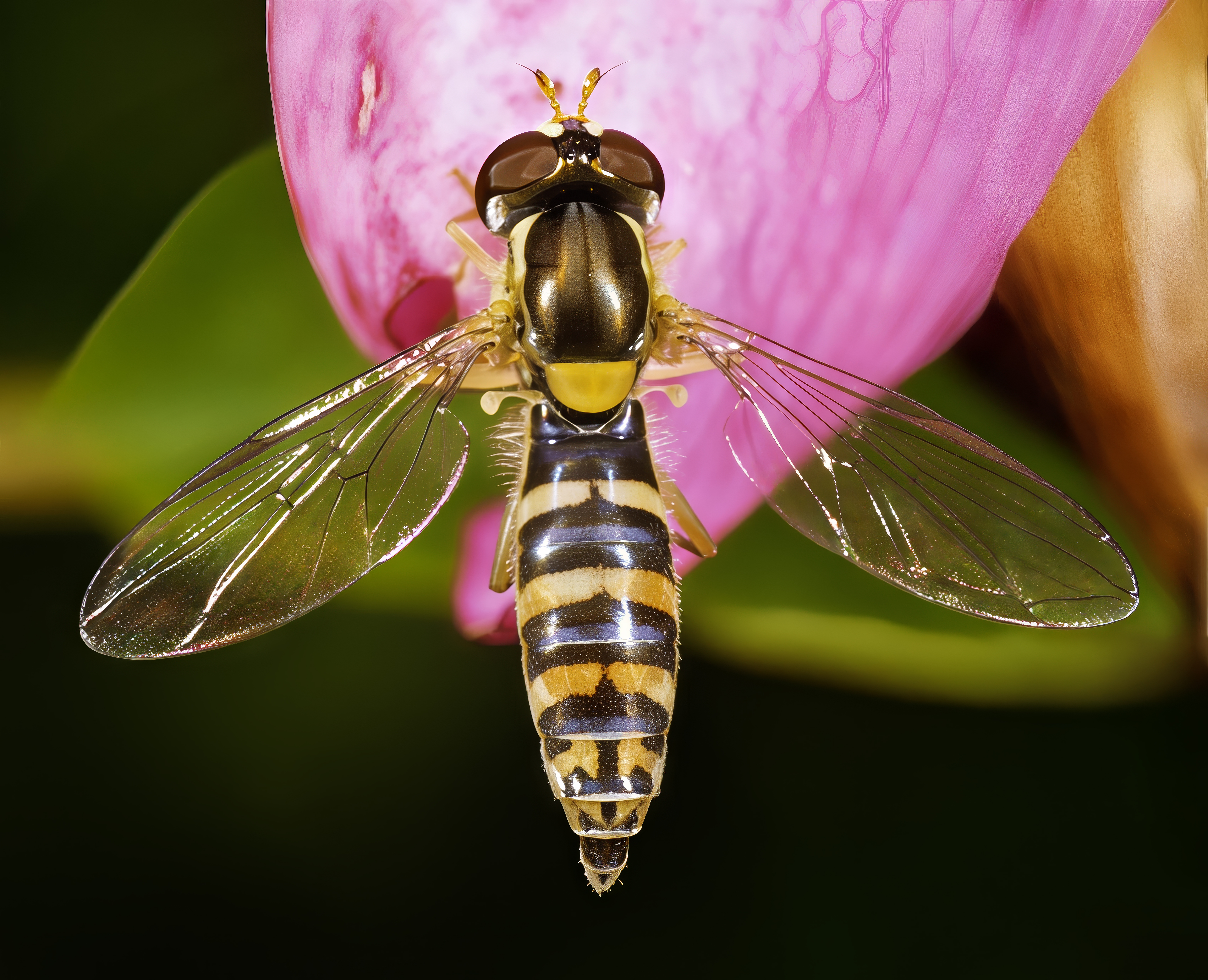
Femella
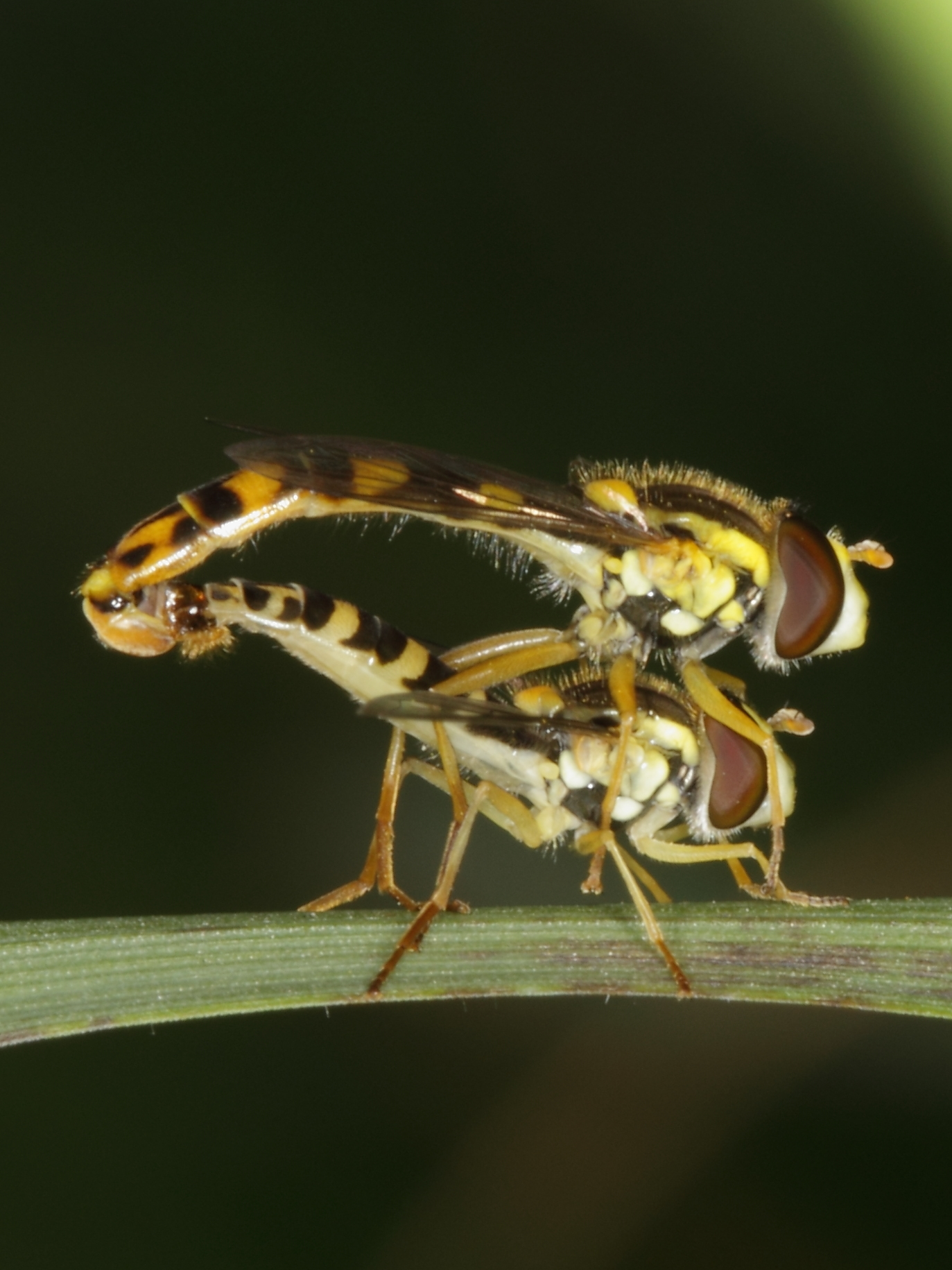
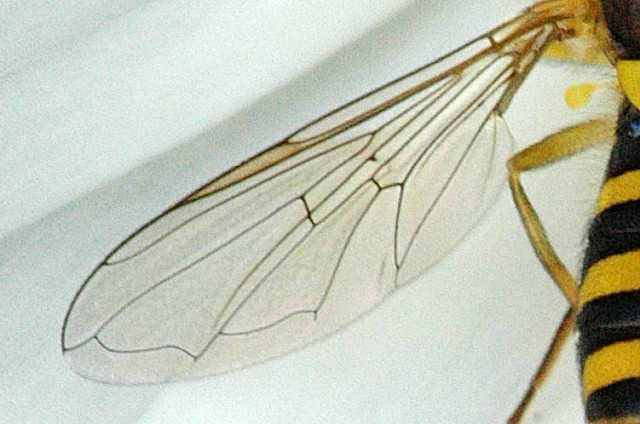
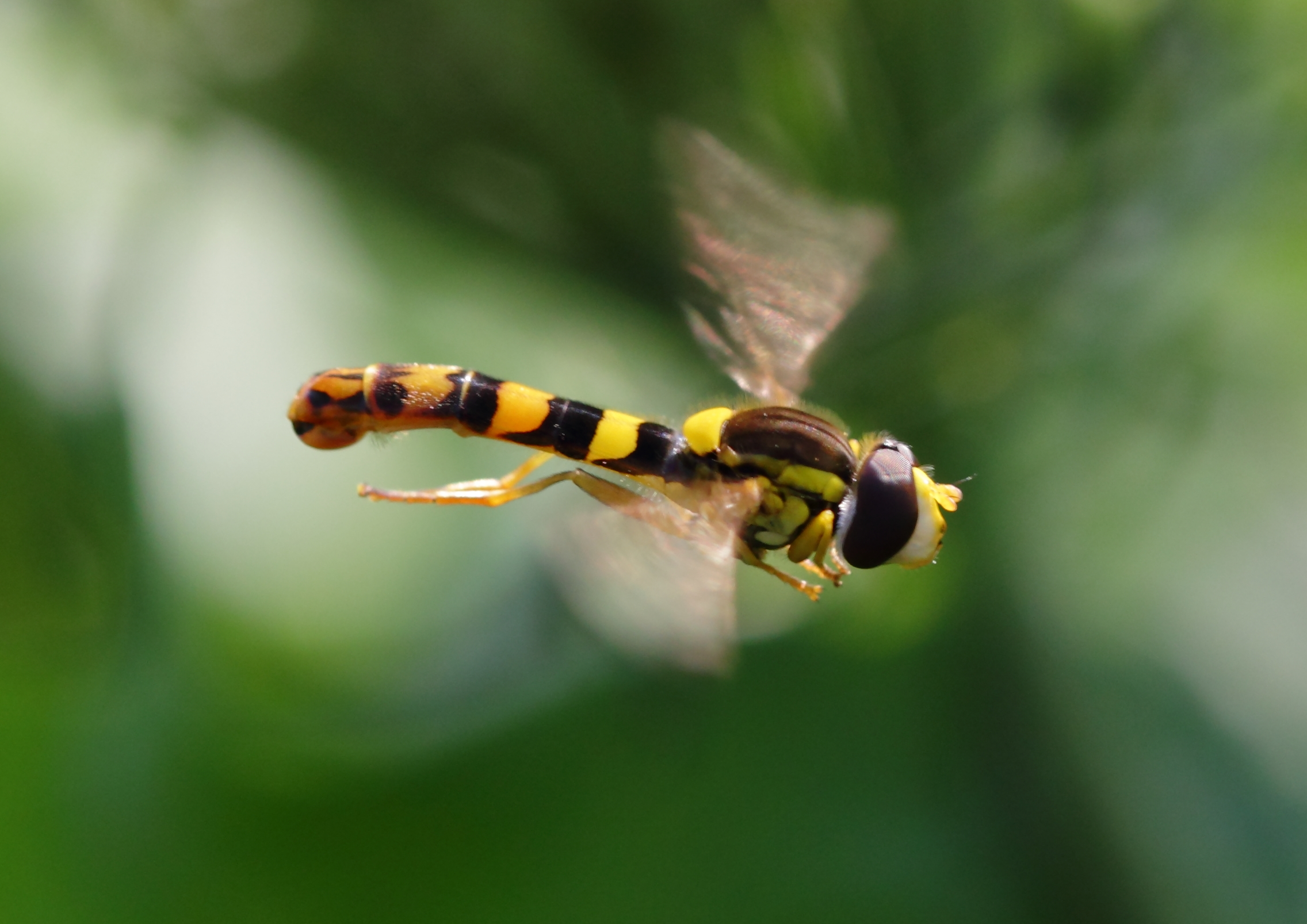
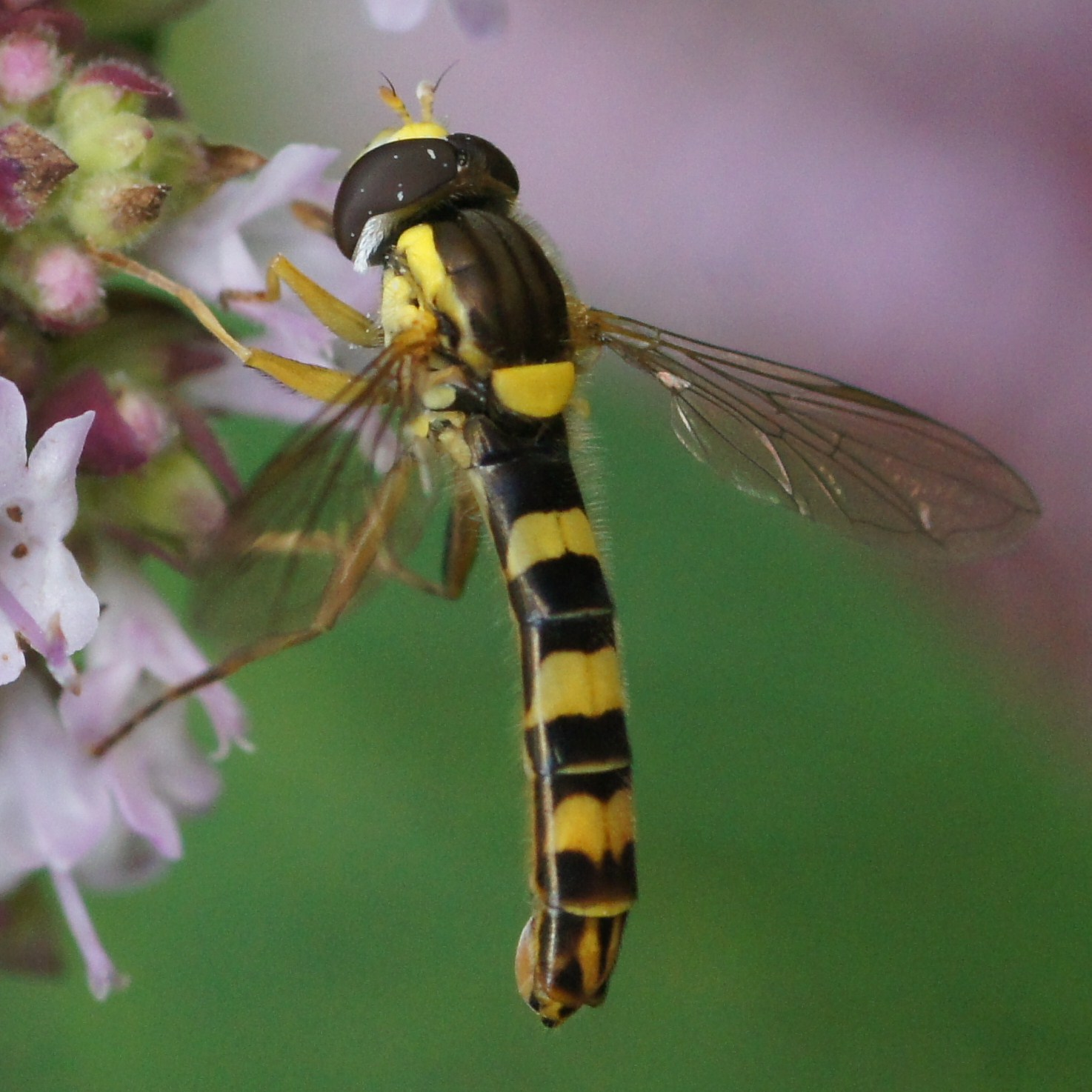
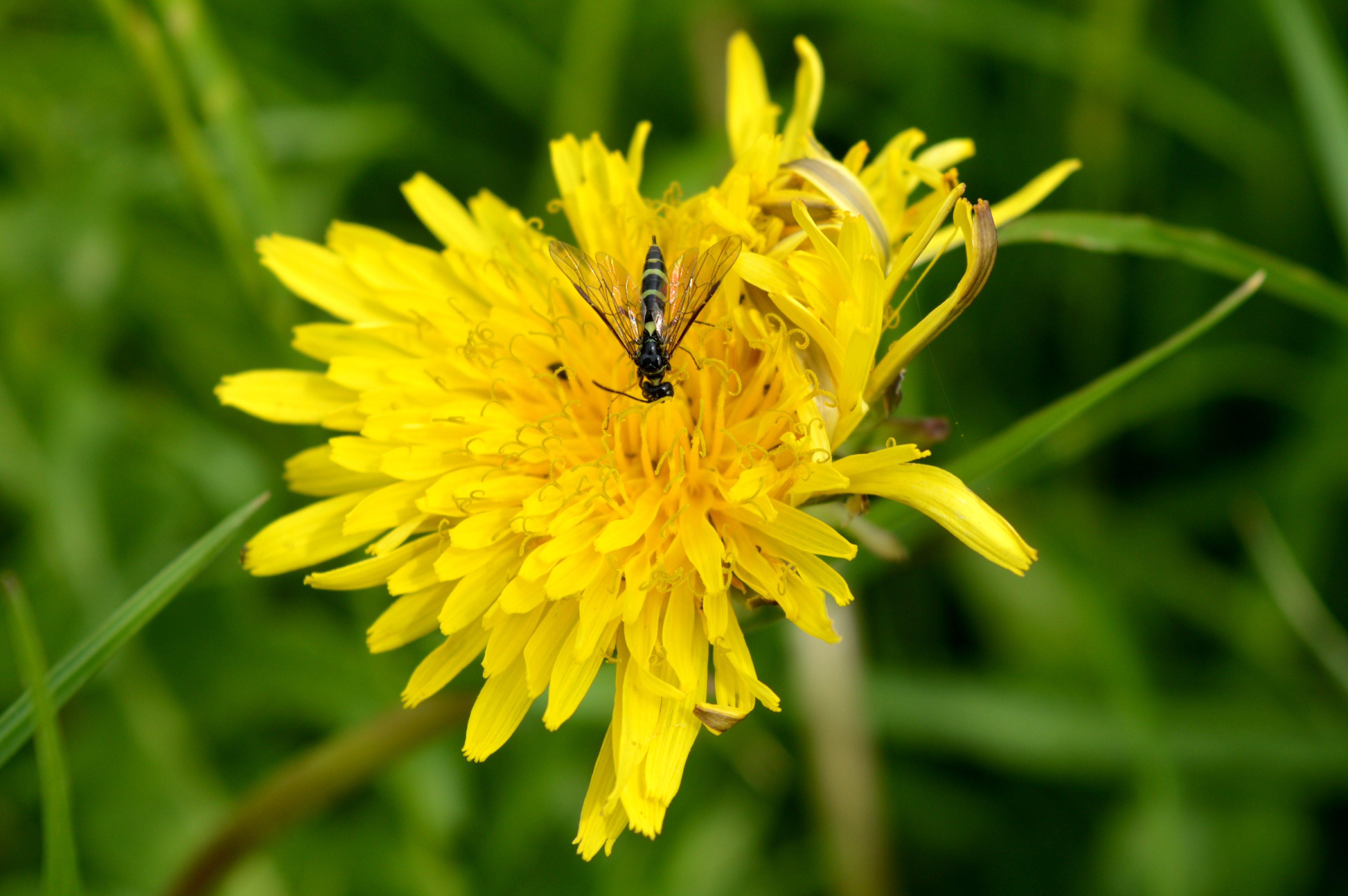
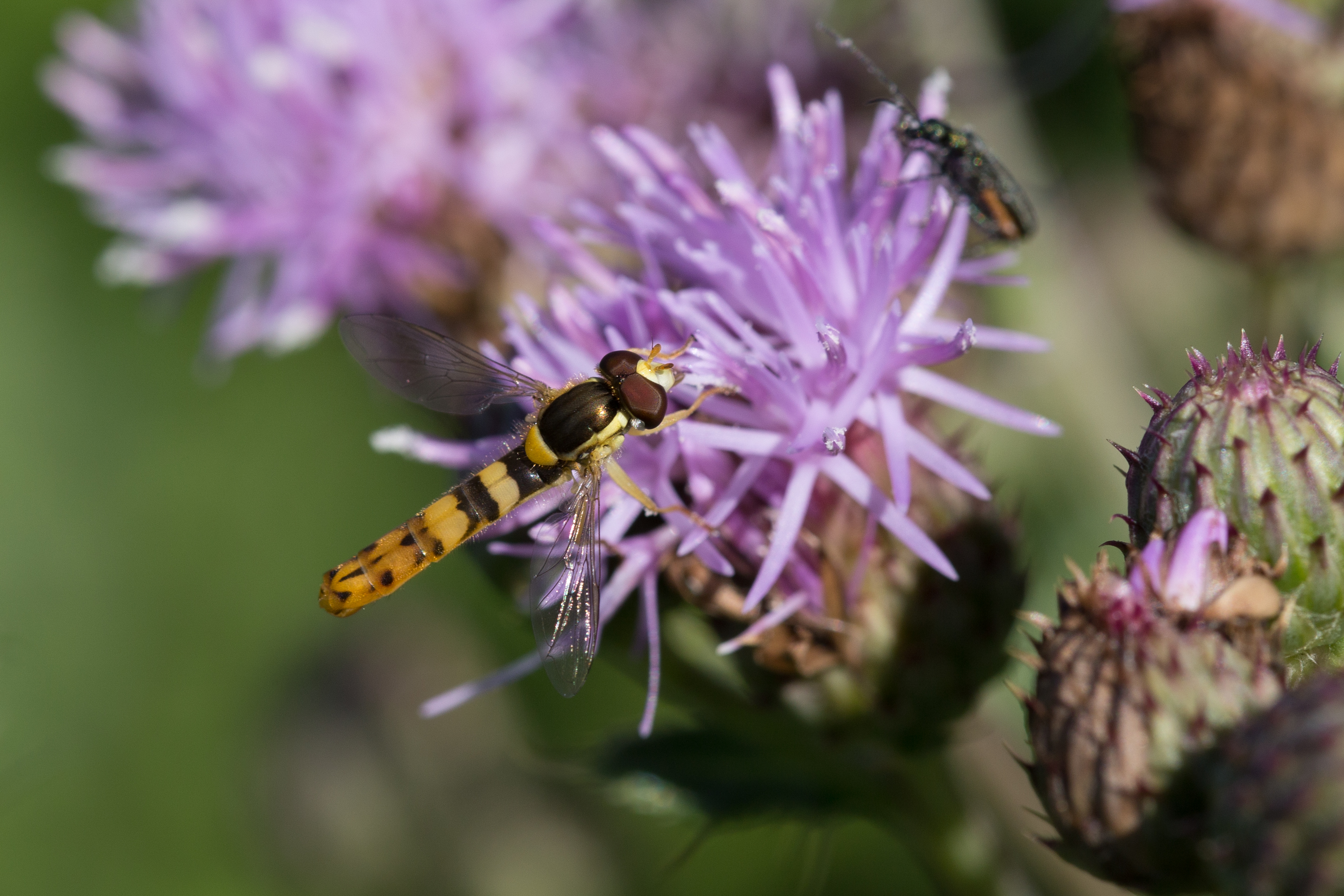
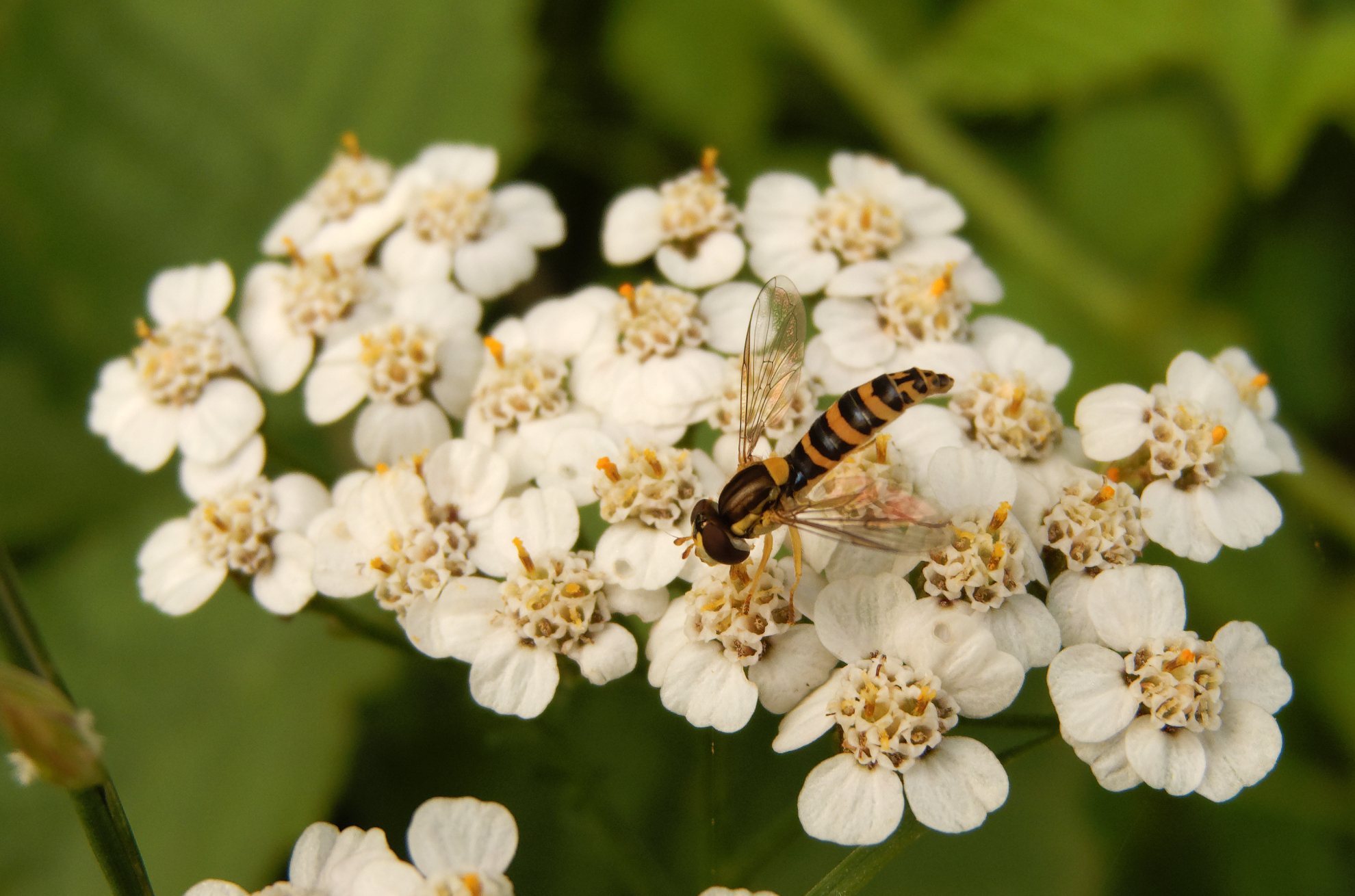
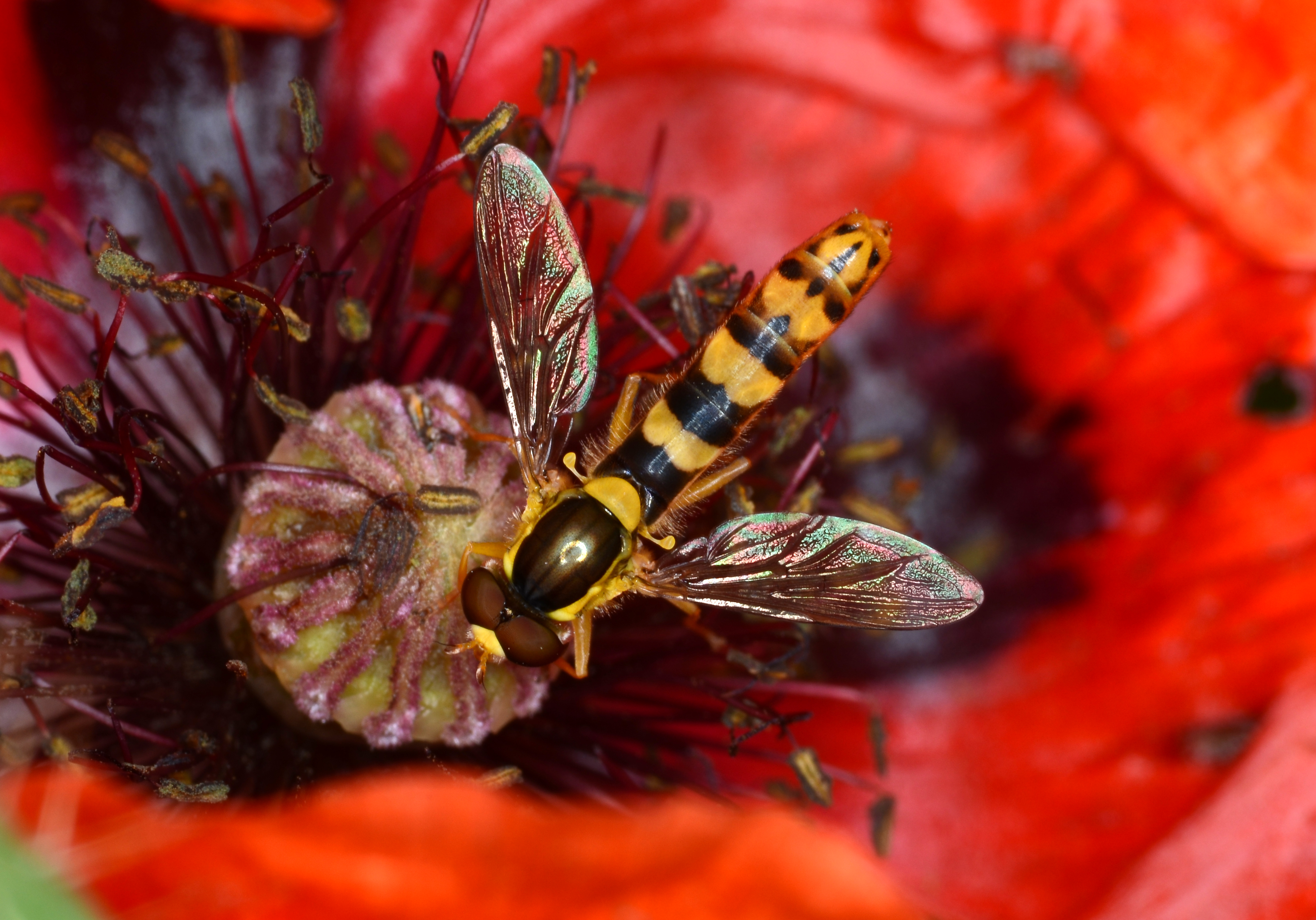

- Còpula